# Жовтяк Юлія Сергіївна

Жовтяк Юлія Сергіївна – (нар. 1983 року, Запорізька область, УРСР) — директорка Державної служби зайнятості. 

## Життєпис
Жовтяк Юлія Сергіївна, директорка Державної служби зайнятості
Народилася у 1983 році в місті Запоріжжя.
У 2005 році закінчила Запорізьку державну інженерну академію за фахом «спеціаліст з обліку і аудиту» (з 2018 року Запорізький національний університет).
Трудову діяльність розпочала з 2003 року економістом у Філії Банку «Фінанси та Кредит», м. Запоріжжя.
З вересня 2005 року по листопад 2016 року працювала на керівних посадах в філіях Банку «Фінанси та Кредит», ТОВ «Партнер Банк», АТ «Златобанк», ПАТ «Терра Банк», ПАТ «Комерційний банк «Преміум», ПАТ АКБ «Індустріалбанк», м. Київ.
З 22 листопада 2016 року – заступниця голови Державної служби зайнятості (Центрального апарату).
З 01 серпня 2019 року – заступниця директорки Державного центру зайнятості.
З 17 березня 2021 року – директорка Державного центру зайнятості.

## Діяльність
Юлія Жовтяк очолила Державну службу зайнятості 2021 року, з того часу спільною зі своєю командою вдалося реалізувати багато вдалих проєктів, таких як: навчання безробітних для подальшого працевлаштування, спільно з Міністерством економіки України вдалося впровадити систему грантів для початку власних справ українців, запровадити численні компенсації для роботодавців при працевлаштуванні певних категорій населення, активно долучитися до реалізації програми «Зроблено в Україні», впровадити суспільно-корисні роботи під час війни. 
Окрім цього дуже важлива роль в роботі Юлії Жовтяк відводиться гендерним питанням, а саме створенню умов для рівного працевлаштування чоловіків та жінок в Україні.
Дуже важливими напрацюваннями за час керівництва директорки Державної служби зайнятості є способи повернення військовослужбовців до нормального трудового життя після демобілізації та завершення війни, зокрема й завдяки співпраці з Мінветеранів.  